# بانتيليس كابيتانوس
بانتيليس كابيتانوس (باليونانية: Παντελής Καπετάνος) (مواليد 8 يونيو 1983 في بتولمايذا) لاعب كرة قدم يوناني معتزل. سبق له اللعب في نادي ستيوا بوخارست الروماني .

## روابط خارجية
- بانتيليس كابيتانوس على موقع الاتحاد الدولي (مؤرشف)  (الإنجليزية)
- بانتيليس كابيتانوس على موقع قاعدة بيانات كرة القدم.إي يو (الإنجليزية)
- بانتيليس كابيتانوس على موقع ناشيونال فوتبول تيمز (الإنجليزية)
- بانتيليس كابيتانوس على موقع Soccerway.com (الإنجليزية)
- بانتيليس كابيتانوس على موقع عالم كرة القدم.نت (الإنجليزية)
- بانتيليس كابيتانوس على موقع كووورة
- بانتيليس كابيتانوس على موقع AS.com (الإسبانية)